# Iaiati

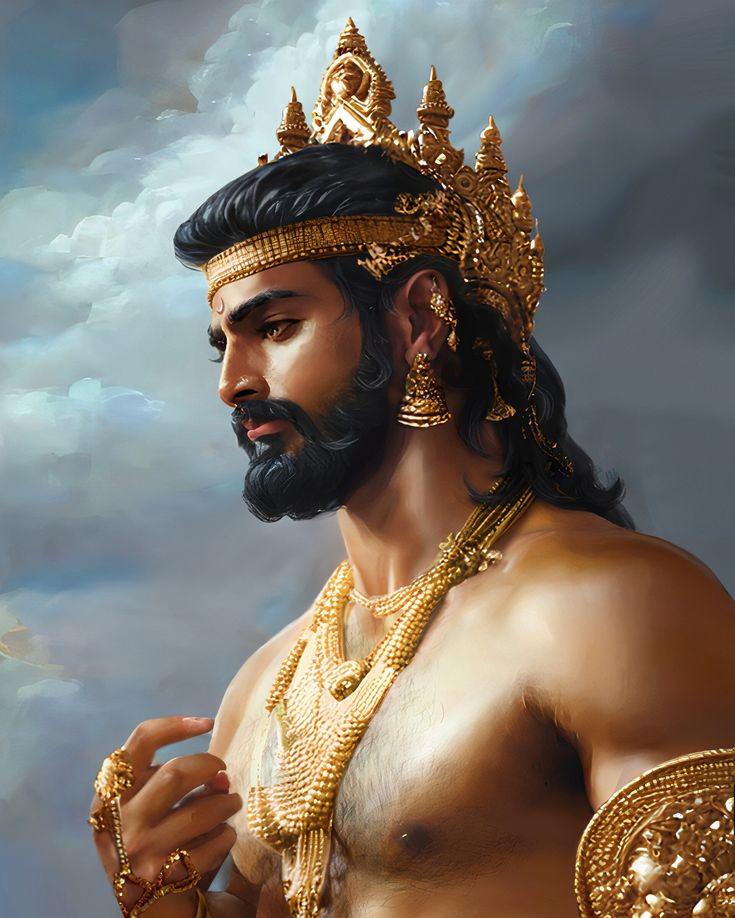
emperador Iaiati.

Iaiati fue un escritor y poeta de la India, a quien se le atribuyen los himnos 4 a 6 del capítulo 101 del mándala 9 del Rig-veda (el texto más antiguo de la India, de mediados del II milenio a. C.).
Un milenio más tarde su nombre fue aprovechado en los Puranas como protagonista de una leyenda acerca de un rey de la raza lunar. Su relato se cuenta en varios textos sánscritos, entre ellos en el Majábharata (texto épicorreligioso del siglo III a. C.), en su libro Adiparva, capítulos 71 a 80.

## Nombre sánscrito
- yayāti, en el sistema AITS (alfabeto internacional para la transliteración del sánscrito).[1]
- ययाति, en escritura devanagari del sánscrito.[1]
- Pronunciación: /iaiáti/ en sánscrito[1]
- Etimología: posiblemente proviene de la raíz yat, que tiene muchísimas acepciones.[2]

## Leyenda
Según el mito, Iaiati era hijo del antiguo rey Nájusha, quien era hijo de Aius. Nájusha tomó posesión del trono de Indra pero fue depuesto y convertido en serpiente.
Iaiati lo sucedió como rey. Era un gran conocedor de los cuatro Vedas.
Tuvo cinco hermanos:
- Iati (Yati).
- Samiati (Samyati).
- Aiati (Ayati).
- Viiati (Viyati) y
- Kriti.

Con sus dos esposas tuvo cinco hijos:
- con Devaianí (Devayānī) tuvo a Iadu (quien fundaría el clan iádava de la raza lunar) y Turvasu,
- con Sharmishtá (Śarmiṣṭhā) tuvo a Drujiú, Anu y Purú (quien fundaría el clan purú de la raza lunar).[1]

Sharmishtá era hija del rey asura (‘demonio’) Vrishá Parva.
Devaianí era hija de Shukrá Acharia (el sacerdote del rey, que vivía en el mismo palacio de Iaiati) y de Úrshasuati (Ūrjasvatī).
Sharmishtá era amiga de Devaianí.
Un día, Devaianí y Sharmishtá se divertían en un parque, junto con una multitud de esclavas. El rey Iaiati pasó por las cercanías. Devaianí estaba enamorada en secreto de Iaiati desde que una vez él la había rescatado de un pozo seco. Devaianí y Sharmishtá se presentaron ante él y Devaianí le confesó que estaba enamorada de él y le pidió que se casara con ella. Iaiati dijo: «A menos que tu padre te entregue en matrimonio yo no te aceptaré como esposa». Shukrá cedió a la petición de su hija y acordó darla en matrimonio al rey. Como dote le regaló a Sharmishtá. Sin embargo, le advirtió a Iaiati que él nunca debería dejar que Sharmishtá compartiera su cama. Entonces Iaiati le dio a Sharmishtá un lugar para vivir en un claro del bosque llamado Ashok Vatika. Un día Iaiati acertó a pasar por Ashok Vatika. Al verlo, Sharmishtá le confesó que ella también estaba enamorada de él y quería casarse con él. Le explicó que en realidad ella pertenecía a una familia real, por lo que Iaiati podía tener relaciones con ella. Iaiati estuvo de acuerdo y comenzaron a encontrarse en secreto y escondió a Devaianí el hecho de que había tomado una segunda esposa.
Cuando Devaianí se enteró de la relación de Iaiati con Sharmishtá y de sus tres hijos se sintió traicionada y volvió a la casa de su padre. Shukrá se disgustó con el rey, y lo maldijo a perder su juventud de inmediato y convertirse en un anciano.
Tan pronto como Shukrá pronunció su maldición, Iaiati se convirtió en un anciano. Shukrá le dijo que una vez pronunciada su maldición no podía ser revertida. La única concesión que podía dar era que si conseguía un voluntario que aceptara su vejez, podría volver a ser un hombre joven. Iaiati se sintió aliviado, ya que confiaba en que sus hijos estarían dispuestos a intercambiar su juventud con él. Iaiati volvió a su reino. Uno por uno, Iaiati les pidió a sus cinco hijos que le hicieran ese favor para poder disfrutar de la vida un poco más. Todos sus hijos se negaron a aceptar su vejez, excepto Purú. Así Iaiati tomó la juventud de Purú, y este se convirtió en el sucesor del rey Iaiati.
Más tarde, Iaiati se dio cuenta de la inutilidad de sus acciones poco maduras, volvió con su hijo Purú y le pidió que le devolviera su vejez. Purú se negó, y ambos se retiraron del mundo —después de poner en el trono a su nieto— e hicieron inmensas penitencias para obtener la iluminación. Como resultado Iaiati se convirtió en un sabio, que ganó gran admiración y respeto entre los dioses.

## Influencia
En la India actual, la idea de aprovecharse de la juventud de los demás se llama «síndrome de Iaiati».
Acerca de esta leyenda del Majábharata, V. S. Khandekar publicó en 1978 una premiada novela histórica: Yayati: a classic tale of lust (‘Iaiati: una historia clásica de lujuria’).